# Mällikvere
Mällikvere är en ort i Estland. Den ligger i Põltsamaa kommun och landskapet Jõgevamaa, i den centrala delen av landet, 110 km sydost om huvudstaden Tallinn. Mällikvere ligger 67 meter över havet och antalet invånare är 131.
Terrängen runt Mällikvere är mycket platt. Runt Mällikvere är det glesbefolkat, med 11 invånare per kvadratkilometer. Närmaste större samhälle är Põltsamaa, 2,6 km söder om Mällikvere. Omgivningarna runt Mällikvere är en mosaik av jordbruksmark och naturlig växtlighet.